# Bill Irwin

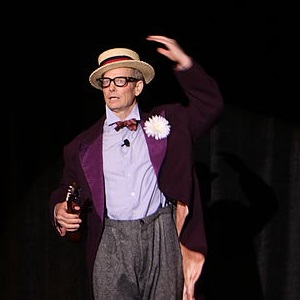
Bill Irwin na scenie

Bill Irwin, właśc. William Mills Irwin (ur. 11 kwietnia 1950 w Santa Monica) – amerykański aktor, komik i klaun, dwukrotnie nagrodzony Tony Award.

## Wybrana filmografia

### Filmy
| Rok  | Tytuł                      | Rola           | Uwagi |
| ---- | -------------------------- | -------------- | ----- |
| 1980 | Popeye                     | Ham Gravy      |       |
| 1988 | A New Life                 | Eric           |       |
| 1988 | Eight Men Out              | Eddie Collins  |       |
| 1990 | My Blue Heaven             | Kirby          |       |
| 1991 | Scenes from a Mall         | Mim            |       |
| 1991 | Hot Shots!                 | Buzz Harley    |       |
| 1991 | Stepping Out               | Geoffrey       |       |
| 1993 | Cicha zemsta               | Komik          |       |
| 1993 | Manhattan by Numbers       | Floyd          |       |
| 1998 | Illuminata                 | Marco          |       |
| 1999 | Z miłości do...            | Ray Charles    |       |
| 1999 | Sen nocy letniej           | Tom Snout      |       |
| 2000 | Grinch: Świąt nie będzie   | Lou Lou Who    |       |
| 2002 | Ucieczka od życia          | por. Smith     |       |
| 2004 | The Truth About Miranda    | Emile          |       |
| 2004 | Kandydat                   | Scoutmaster    |       |
| 2006 | Kobieta w błękitnej wodzie | pan Leeds      |       |
| 2007 | Ciemna materia             | Hal Silver     |       |
| 2007 | Across the Universe        | Teddy          |       |
| 2008 | Rachel wychodzi za mąż     | Paul           |       |
| 2011 | Przełamując wiarę          | Pastor Bud     |       |
| 2014 | Interstellar               | TARS (głos)    |       |
| 2015 | Nigdy nie jest za późno    | Samotny tata   |       |
| 2016 | Old Hats                   | Bill Irwin     |       |
| 2020 | Cynicy i praktycy          | Elton Chambers |       |
| 2021 | Lust Life Love             | Richard        |       |
| 2022 | Uwaga, spoiler!            | Bob            |       |
| 2023 | Rustin                     | A.J. Muste     |       |
| 2023 | High Tide                  | Scott          |       |

### Telewizja
| Rok       | Tytuł                                 | Rola                                        | Uwagi                                    |
| --------- | ------------------------------------- | ------------------------------------------- | ---------------------------------------- |
| 1983      | The Regard of Flight                  | Performer                                   | film TV                                  |
| 1990      | The Circus                            | Pierrot The Clown / ojciec Mirandy          | film TV                                  |
| 1991-1992 | Przystanek Alaska                     | Enrico Bellati                              | 2 odc.                                   |
| 1992-2023 | Ulica Sezamkowa                       | Mr. Noodle, Air Mime i Professor Television | 63 odc.                                  |
| 1997      | Historie z metra: Podziemne opowieści | Bill Irwin                                  | film TV; segment: "Subway Car from Hell" |
| 1998-2017 | Elmo's World                          | Mr. Noodle                                  | 34 odc.                                  |
| 2002      | Projekt Laramie                       | Harry Woods                                 | film TV                                  |
| 2008-2011 | CSI: Kryminalne zagadki Las Vegas     | Nate Haskell                                | 9 odc.                                   |
| 2011      | Lights Out                            | Hal Brennan                                 | 8 odc.                                   |
| 2013      | Poniedziałki na chirurgii             | dr Buck Tierney                             | gł. obsada                               |
| 2013-2022 | Prawo i porządek: sekcja specjalna    | dr Peter Lindstrom                          | 17 odc.                                  |
| 2014      | Zaprzysiężeni                         | Brennan                                     | 2 odc.                                   |
| 2015      | South of Hell                         | Enos Abascal                                | gł. obsada                               |
| 2015-2016 | Jeździec bez głowy                    | Atticus Nevins                              | 4 odc.                                   |
| 2016      | Confirmation                          | Jack Danforth                               | film TV                                  |
| 2017-2019 | Legion                                | Cary Loudermilk                             | główna obsada                            |
| 2020-2021 | Star Trek: Discovery                  | Su'Kal                                      | 3 odc.                                   |
| 2021      | Szpital New Amsterdam                 | Calvin Bennett                              | 3 odc.                                   |
| 2022      | Pamiętnik Andy'ego Warhola            | Andy Warhol (głos)                          | miniserial, gł. rola                     |
| 2022      | Zepsuta krew                          | Channing Robertson                          | 4 odc.                                   |

Bill Irwin wystąpił także gościnnie w licznych serialach, m.in. Tacy jesteśmy, Zamęt, Elementary, Żona idealna.
W 1988 roku zagrał w teledysku do piosenki „Don't Worry, Be Happy” Bobby'ego McFerrina.